# Sicyonia fallax
Sicyonia fallax är en kräftdjursart som beskrevs av De Man 1907. Sicyonia fallax ingår i släktet Sicyonia och familjen Sicyoniidae. Inga underarter finns listade i Catalogue of Life.